# 3709-es mellékút (Magyarország)
A 3709-es számú mellékút egy valamivel több, mint 14,5 kilométeres hosszúságú, négy számjegyű mellékút Borsod-Abaúj-Zemplén vármegyében; Gönc városától húzódik az északi szomszédjában fekvő kisebb településeken át egészen az országhatár kékedi szakaszáig.

## Nyomvonala
A 3708-as útból ágazik ki, annak a 3+250-es kilométerszelvénye közelében, nagyjából északi irányban, Gönc lakott területének északnyugati széle közelében, de már külterületek között. Mintegy másfél kilométer megtétele után elhalad a Szerencs–Hidasnémeti-vasútvonal Zsujta megállóhelye mellett, majd keresztezi a vasutat. A második kilométere közelében eléri Zsujta község határszélét, de már 2,4 kilométer megtételén is túl jár, amikor ténylegesen e település határai közé lép. Zsujtára érkezve szinte azonnal lakott területek között folytatódik, és több irányváltása ellenére végig a Fő utca nevet viseli; 3,9 kilométer megtételét követően hagyja maga mögött a falu legkeletibb házait, ott északkeleti irányt követve.
Az 5+850-es kilométerszelvénye közelében szeli át az útjába eső következő település, Abaújvár határát, 7,2 kilométer után pedig egy elágazáshoz ér: ott délkelet felé letérve Telkibánya horgásztava felé lehet eljutni egy számozatlan, de szilárd burkolatú, sőt csaknem a teljes hosszában kerékpározásra alkalmas járdával is ellátott mellékúton. Körülbelül 7,4 kilométer után éri el Abaújvár első házait, melyek közt a Petőfi utca nevet veszi fel és meg is őrzi azt, számos kisebb-nagyobb irányváltása ellenére a belterület északkeleti széléig, amit a 9. kilométere közelében hagy maga mögött.
9,8 kilométer után kiágazik belőle délkeleti irányban a 37 113-as számú mellékút, mely a zsáktelepülésnek tekinthető Pányokra vezet, onnét egy darabig a két utóbbi község határvonalát kíséri, ám még a 11. kilométere előtt Kéked határai közé ér. A 11+850-es kilométerszelvénye táján, a falu központjának nyugati szélén egy elágazáshoz ér: kelet felől beletorkollik a 3719-es út – mely Sátoraljaújhelytől húzódik idáig, a Zemplén hegyein keresztül –, a 3709-es pedig nyugatnak fordul, Fő utca néven. Néhány száz méter után kilép a faluból, kevéssel ezt követően pedig északabbi irányt vesz. Az országhatárnál ér véget, a Google Utcakép felvételei szerint ott már hosszabb ideje földútként húzódva. Folytatása a határ szlovákiai oldalán 3342-es útszámozással folytatódik Abaújnádasd (Trstené pri Hornáde) központján át hernádzsadányig (Ždaňa).
Teljes hossza, az országos közutak térképes nyilvántartását szolgáló kira.kozut.hu adatbázisa szerint 14,646 kilométer.

## Története
1934-ben már úgyszólván a teljes hosszában meglévő (Gönctől Alsókékedig húzódó), autóbusz-forgalmat is bonyolító mellékút volt.
Úgy tűnik, hogy Kéked és az országhatár közti szakasza egy időben a 37 115-ös számot viselte.

## Települések az út mentén
- Gönc
- Zsujta
- Abaújvár
- (Pányok)
- Kéked